# Pont del Boc de Biterna
El Pont del Boc de Biterna és un pont i indret natural recreatiu situat a la partida de La Copa d'Or, de la ciutat de Lleida, a la comarca del Segrià i la vegueria de Ponent de Catalunya. Creua sobre el Riu Femosa abans que aquest desemboqui al Riu Segre per l'esquerra, i forma part del camí vell d'Albatàrrec.
L'associació de veïns Copa d'or i Sot de Fontanet hi celebra a l'indret proper del Xoperal del Tòfol l'escenificació teatralitzada Les Bruixes del Pont del Boc, acompanyada del tradicional mercat d'oficis, amb degustacions i jocs, i el sopar medieval, amb espectacle i trets culturals de l'època en què es recorda la cacera que van patir moltes dones, acusades de bruixes, patint injustícies pel sol fet de ser llevadores o tenir coneixements de medicines naturals tot reivindicant una llegenda, una història de bruixes, dimonis i judicis amb el pont de protagonista.
El nom de Boc de Biterna era l'emprat per designar el dimoni als Països Catalans, on segons una creença medieval molt difosa, el dimoni s'apareixia en forma de boc i era adorat per les bruixes reunides en sàbat